# Pulitzer-díjas regények listája
Ebben a listában a Pulitzer-díj „regények” kategóriájának jelöltjei és nyertesei találhatóak.

## Díjazott művek
| Év   | Regény                                                                         | Szerző                    |
| ---- | ------------------------------------------------------------------------------ | ------------------------- |
| 2024 | Night Watch                                                                    | Jayne Anne Phillips       |
| 2024 | Wednesday's Child                                                              | Yiyun Li                  |
| 2024 | Same Bed Different Dreams                                                      | Ed Park                   |
| 2023 | Demon Copperhead                                                               | Barbara Kingsolver        |
| 2023 | Bizalom (Trust)                                                                | Hernan Diaz               |
| 2023 | The Immortal King Rao                                                          | Vauhini Vara              |
| 2022 | The Netanyahus                                                                 | Joshua Cohen              |
| 2022 | Monkey Boy                                                                     | Francisco Goldman         |
| 2022 | Palmares                                                                       | Gayl Jones                |
| 2021 | The Night Watchman                                                             | Louise Erdrich            |
| 2021 | A Registry of My Passage Upon the Earth                                        | Daniel Mason              |
| 2021 | Telephone                                                                      | Percival Everett          |
| 2020 | A Nickel-fiúk (The Nickel Boys)                                                | Colson Whitehead          |
| 2020 | Az iskola Topekában (The Topeka School)                                        | Ben Lerner                |
| 2020 | The Dutch House                                                                | Ann Patchett              |
| 2019 | Égig érő történet (The Overstory)                                              | Richard Powers            |
| 2019 | Négy betű (The Great Believers)                                                | Rebecca Makkai            |
| 2019 | Sehonnai (There There)                                                         | Tommy Orange              |
| 2018 | Arthur Less (Less)                                                             | Andrew Sean Greer         |
| 2018 | In the Distance                                                                | Hernan Diaz               |
| 2018 | A félkegyelmű (The Idiot)                                                      | Elif Batuman              |
| 2017 | A földalatti vasútvonal (The Underground Railroad)                             | Colson Whitehead          |
| 2017 | Imagine Me Gone                                                                | Adam Haslett              |
| 2017 | The Sport of Kings                                                             | C.E. Morgan               |
| 2016 | A szimpatizáns (The Sympathizer)                                               | Viet Thanh Nguyen         |
| 2016 | Get in Trouble: Stories                                                        | Kelly Link                |
| 2016 | Maud's Line                                                                    | Margaret Verble           |
| 2015 | A láthatatlan fény (All the Light We Cannot See)                               | Anthony Doerr             |
| 2015 | Let Me Be Frank with You                                                       | Richard Ford              |
| 2015 | The Moor's Account                                                             | Laila Lalami              |
| 2015 | Lovely, Dark, Deep                                                             | Joyce Carol Oates         |
| 2014 | Az Aranypinty (The Goldfinch)                                                  | Donna Tartt               |
| 2014 | The Son                                                                        | Philipp Meyer             |
| 2014 | The Woman Who Lost Her Soul                                                    | Bob Shacochis             |
| 2013 | The Orphan Master's Son – Az ellopott élet (The Orphan Master’s Son)           | Adam Johnson              |
| 2013 | What We Talk About When We Talk About Anne Frank                               | Nathan Englander          |
| 2013 | A hóleány (The Snow Child)                                                     | Eowyn Ivey                |
| 2012 | Nem osztottak díjat                                                            | Nem osztottak díjat       |
| 2011 | Az elszúrt idő nyomában (A Visit From the Goon Squad)                          | Jennifer Egan             |
| 2011 | The Privileges                                                                 | Jonathan Dee              |
| 2011 | The Surrendered                                                                | Chang-rae Lee             |
| 2010 | Tinkers                                                                        | Paul Harding              |
| 2010 | In Other Rooms, Other Wonders                                                  | Daniyal Mueenuddin        |
| 2010 | Love in Infant Monkeys                                                         | Lydia Millet              |
| 2009 | Kisvárosi életek (Olive Kitteridge)                                            | Elizabeth Strout          |
| 2009 | All Souls                                                                      | Christine Schutt          |
| 2009 | The Plague of Doves                                                            | Louise Erdrich            |
| 2008 | Oscar Wao rövid, de csodálatos élete (The Brief Wondrous Life of Oscar Wao)    | Junot Díaz                |
| 2008 | Shakespeare’s Kitchen                                                          | Lore Segal                |
| 2008 | Tree of Smoke                                                                  | Denis Johnson             |
| 2007 | Az út (The Road)                                                               | Cormac McCarthy           |
| 2007 | After This                                                                     | Alice McDermott           |
| 2007 | The Echo Maker                                                                 | Richard Powers            |
| 2006 | March                                                                          | Geraldine Brooks          |
| 2006 | The Bright Forever                                                             | Lee Martin                |
| 2006 | A nagy menet – Regény egy polgárháborúból (The March)                          | Edgar Lawrence Doctorow   |
| 2005 | Gilead (Gilead)                                                                | Marilynne Robinson        |
| 2005 | An Unfinished Season                                                           | Ward Just                 |
| 2005 | War Trash                                                                      | Ha Jin                    |
| 2004 | Az ismeretlen világ (The Known World)                                          | Edward P. Jones           |
| 2004 | American Woman                                                                 | Susan Choi                |
| 2004 | Evidence of Things Unseen                                                      | Marianne Wiggins          |
| 2003 | Egy test, két lélek - Egy lánynak született fiú története (Middlesex)          | Jeffrey Eugenides         |
| 2003 | Servants of the Map: Stories                                                   | Andrea Barrett            |
| 2003 | You Are Not a Stranger Here                                                    | Adam Haslett              |
| 2002 | A múlt fogságában – Egy kisvárosban is történhetnek nagy dolgok (Empire Falls) | Richard Russo             |
| 2002 | Javítások                                                                      | Jonathan Franzen          |
| 2002 | John Henry Days                                                                | Colson Whitehead          |
| 2001 | The Amazing Adventures of Kavalier and Clay                                    | Michael Chabon            |
| 2001 | Szöszi (Blonde)                                                                | Joyce Carol Oates         |
| 2001 | The Quick and the Dead                                                         | Joy Williams              |
| 2000 | Interpreter of Maladies                                                        | Jhumpa Lahiri             |
| 2000 | Közel s távol – Wyomingi történetek (Close Range: Wyoming Stories)             | Annie Proulx              |
| 2000 | Várakozás (Waiting)                                                            | Ha Jin                    |
| 1999 | Az órák (The Hours)                                                            | Michael Cunningham        |
| 1999 | Cloudsplitter                                                                  | Russell Banks             |
| 1999 | Mérgezett Éden (The Poisonwood Bible)                                          | Barbara Kingsolver        |
| 1998 | Amerikai pasztorál (American Pastoral)                                         | Philip Roth               |
| 1998 | Bear and His Daughter: Stories                                                 | Robert Stone              |
| 1998 | Underworld                                                                     | Don DeLillo               |
| 1997 | Martin Dressler: The Tale of an American Dreamer                               | Steven Millhauser         |
| 1997 | The Manikin                                                                    | Joanna Scott              |
| 1997 | Unlocking the Air and Other Stories                                            | Ursula K. Le Guin         |
| 1996 | Independence Day                                                               | Richard Ford              |
| 1996 | Mr. Ives’ Christmas                                                            | Oscar Hijuelos            |
| 1996 | Sabbath színháza (Sabbath’s Theater)                                           | Philip Roth               |
| 1995 | Kőbe vésett történet (The Stone Diaries)                                       | Carol Shields             |
| 1995 | The Collected Stories                                                          | Grace Paley               |
| 1995 | What I Lived For                                                               | Joyce Carol Oates         |
| 1994 | Kikötői hírek (The Shipping News)                                              | E. Annie Proulx           |
| 1994 | The Collected Stories                                                          | Reynolds Price            |
| 1994 | A Shylock-hadművelet (Operation Shylock: A Confession)                         | Philip Roth               |
| 1993 | A Good Scent from a Strange Mountain                                           | Robert Olen Butler        |
| 1993 | At Weddings and Wakes                                                          | Alice McDermott           |
| 1993 | Black Water                                                                    | Joyce Carol Oates         |
| 1992 | A Thousand Acres                                                               | Jane Smiley               |
| 1992 | Jernigan                                                                       | David Gates               |
| 1992 | Lila – Vizsgálódás az erkölcsről (Lila: An Inquiry into Morals)                | Robert M. Pirsig          |
| 1992 | Mao II                                                                         | Don DeLillo               |
| 1991 | Nyúlszív (Rabbit at Rest)                                                      | John Updike               |
| 1991 | Mean Spirit                                                                    | Linda Hogan               |
| 1991 | The Things They Carried                                                        | Tim O’Brien               |
| 1990 | A Mambo Kings szerelmes dalai (The Mambo Kings Play Songs of Love)             | Oscar Hijuelos            |
| 1990 | Billy Bathgate, a gengszterinas (Billy Bathgate)                               | Edgar Lawrence Doctorow   |
| 1989 | Breathing Lessons                                                              | Anne Tyler                |
| 1989 | Where I’m Calling From                                                         | Raymond Carver            |
| 1988 | A kedves (Beloved)                                                             | Toni Morrison             |
| 1988 | Persian Nights                                                                 | Diane Johnson             |
| 1988 | That Night                                                                     | Alice McDermott           |
| 1987 | Idézés Memphisbe (A Summons to Memphis)                                        | Peter Taylor              |
| 1987 | Paradise                                                                       | Donald Barthelme          |
| 1987 | Whites                                                                         | Norman Rush               |
| 1986 | Árva Galamb (Lonesome Dove)                                                    | Larry McMurtry            |
| 1986 | Az alkalmi turista (The Accidental Tourist)                                    | Anne Tyler                |
| 1986 | Continental Drift                                                              | Russell Banks             |
| 1985 | Feltételes megálló (Foreign Affairs)                                           | Alison Lurie              |
| 1985 | I Wish This War Were Over                                                      | Diana O’Hehir             |
| 1985 | Leaving the Land                                                               | Douglas Unger             |
| 1984 | Ironweed                                                                       | William Kennedy           |
| 1984 | Katedrális (Cathedral)                                                         | Raymond Carver            |
| 1984 | The Feud                                                                       | Thomas Berger             |
| 1983 | Kedves Jóisten (The Color Purple)                                              | Alice Walker              |
| 1983 | Vacsora a Honvágy étteremben (Dinner at the Homesick Restaurant)               | Anne Tyler                |
| 1983 | Rabbis and Wives                                                               | Chaim Grade               |
| 1982 | Nyúlháj (Rabbit is Rich)                                                       | John Updike               |
| 1982 | A Flag for Sunrise                                                             | Robert Stone              |
| 1982 | Housekeeping                                                                   | Marilynne Robinson        |
| 1981 | Tökfilkók szövetsége (A Confederacy of Dunces)                                 | John Kennedy Toole        |
| 1981 | Godric                                                                         | Frederick Buechner        |
| 1981 | So Long, See You Tomorrow                                                      | William Maxwell           |
| 1980 | A hóhér dala (The Executioner’s Song)                                          | Norman Mailer             |
| 1980 | Madárka (Birdy)                                                                | William Wharton           |
| 1980 | A szellem árnyékában (The Ghost Writer)                                        | Philip Roth               |
| 1979 | The Stories of John Cheever                                                    | John Cheever              |
| 1978 | Elbow Room                                                                     | James Alan McPherson      |
| 1977 | Nem osztottak díjat                                                            | Nem osztottak díjat       |
| 1976 | Humboldt’s Gift                                                                | Saul Bellow               |
| 1975 | The Killer Angels                                                              | Michael Shaara            |
| 1974 | Nem osztottak díjat                                                            | Nem osztottak díjat       |
| 1973 | Egy optimista leánya (The Optimist’s Daughter)                                 | Eudora Welty              |
| 1972 | Angle of Repose                                                                | Wallace Stegner           |
| 1971 | Nem osztottak díjat                                                            | Nem osztottak díjat       |
| 1970 | The collected stories of Jean Stafford                                         | Jean Stafford             |
| 1969 | House Made of Dawn                                                             | N. Scott Momaday          |
| 1968 | Nat Turner vallomásai (The Confessions of Nat Turner)                          | William Styron            |
| 1967 | A mesterember (The Fixer)                                                      | Bernard Malamud           |
| 1966 | The Collected Stories of Katherine Anne Porter                                 | Katherine Anne Porter     |
| 1965 | The Keepers of the House                                                       | Shirley Ann Grau          |
| 1964 | Nem osztottak díjat                                                            | Nem osztottak díjat       |
| 1963 | Zsiványok (The Reivers)                                                        | William Faulkner          |
| 1962 | The Edge of Sadness                                                            | Edwin O’Connor            |
| 1961 | Ne bántsátok a feketerigót! (To Kill A Mockingbird)                            | Harper Lee                |
| 1960 | Advise and Consent                                                             | Allen Drury               |
| 1959 | The Travels of Jaimie McPheeters                                               | Robert Lewis Taylor       |
| 1958 | A Death In The Family                                                          | James Agee                |
| 1957 | Nem osztottak díjat                                                            | Nem osztottak díjat       |
| 1956 | Andersonville                                                                  | MacKinlay Kantor          |
| 1955 | Példabeszéd (A Fable)                                                          | William Faulkner          |
| 1954 | Nem osztottak díjat                                                            | Nem osztottak díjat       |
| 1953 | Az öreg halász és a tenger (The Old Man and the Sea)                           | Ernest Hemingway          |
| 1952 | Zendülés a Caine hadihajón (The Caine Mutiny)                                  | Herman Wouk               |
| 1951 | The Town                                                                       | Conrad Richter            |
| 1950 | The Way West                                                                   | A. B. Guthrie             |
| 1949 | Guard of Honor                                                                 | James Gould Cozzens       |
| 1948 | Tales of the South Pacific                                                     | James A. Michener         |
| 1947 | Repül a nehéz kő (All the King’s Men)                                          | Robert Penn Warren        |
| 1946 | Nem osztottak díjat                                                            | Nem osztottak díjat       |
| 1945 | Harangot Adanónak (A Bell for Adano)                                           | John Hersey               |
| 1944 | Journey in the Dark                                                            | Martin Flavin             |
| 1943 | Dragon’s Teeth                                                                 | Upton Sinclair            |
| 1942 | In This Our Life                                                               | Ellen Glasgow             |
| 1941 | Nem osztottak díjat                                                            | Nem osztottak díjat       |
| 1940 | Érik a gyümölcs (The Grapes of Wrath)                                          | John Steinbeck            |
| 1939 | Penny paradicsoma (The Yearling)                                               | Marjorie Kinnan Rawlings  |
| 1938 | The Late George Apley                                                          | John Phillips Marquand    |
| 1937 | Elfújta a szél (Gone With the Wind)                                            | Margaret Mitchell         |
| 1936 | Honey in the Horn                                                              | Harold L. Davis           |
| 1935 | Now in November                                                                | Josephine Winslow Johnson |
| 1934 | Lamb in His Bosom                                                              | Caroline Miller           |
| 1933 | The Store                                                                      | T. S. Stribling           |
| 1932 | Az édes anyaföld (The Good Earth)                                              | Pearl S. Buck             |
| 1931 | Years of Grace                                                                 | Margaret Ayer Barnes      |
| 1930 | Laughing Boy                                                                   | Oliver Lafarge            |
| 1929 | Scarlet Sister Mary                                                            | Julia Peterkin            |
| 1928 | Szent Lajos király hídja (The Bridge of San Luis Rey)                          | Thornton Wilder           |
| 1927 | Early Autumn                                                                   | Louis Bromfield           |
| 1926 | Arrowsmith (Arrowsmith)                                                        | Sinclair Lewis            |
| 1925 | Mekkora? Ekkora! (So Big)                                                      | Edna Ferber               |
| 1924 | The Able McLaughlins                                                           | Margaret Wilson           |
| 1923 | One of Ours                                                                    | Willa Cather              |
| 1922 | Alice Adams                                                                    | Booth Tarkington          |
| 1921 | Az ártatlanság kora (The Age of Innocence)                                     | Edith Wharton             |
| 1920 | Nem osztottak díjat                                                            | Nem osztottak díjat       |
| 1919 | The Magnificent Ambersons                                                      | Booth Tarkington          |
| 1918 | His Family                                                                     | Ernest Poole              |